# Tom Chilton
Tom Chilton, född den 15 mars 1985 i Reigate, England, är en brittisk racerförare. Hans yngre bror Max Chilton är också racerförare.

## Racingkarriär
Chilton blev tidernas yngste förare i BTCC, när han ställde upp med en Vauxhall år 2002. Han slutade den säsongen på en femtondeplats. 2003 blev en ännu bättre säsong för den unge Chilton, då han blev nia, vilket han upprepade 2004, då han även blev tidernas yngste racevinnare i BTCC i en Honda. Efter att ha kört MG under 2005 med relativ framgång, då han slutade femma totalt fick Chilton fabrikskontrakt med VX Racing och Vauxhall. Hans säsonger där blev besvikelser, då han blev sjua 2006 och nia 2007. Dessutom vann stallkamraten Fabrizio Giovanardi titeln under den andra säsongen, vilket visade på Chiltons oförmåga att finna sig tillrätta med Vauxhallbilen. Efter ett anonymt år med Team Dynamics och Honda skrev Chilton på för att köra med Arena Motorsports nya satsning med en Ford Focus 2009.